# Pinus taiwanensis
Pinus taiwanensis (лат.) — вид вечнозеленых хвойных деревьев рода Сосна семейства Сосновые (Pinaceae). Ареал распространения находится на Тайване и колеблется от 600 до 3400 метров над уровнем моря. Древесина хорошего качества и имеет большое экономическое значение на Тайване.

## Ботаническое описание

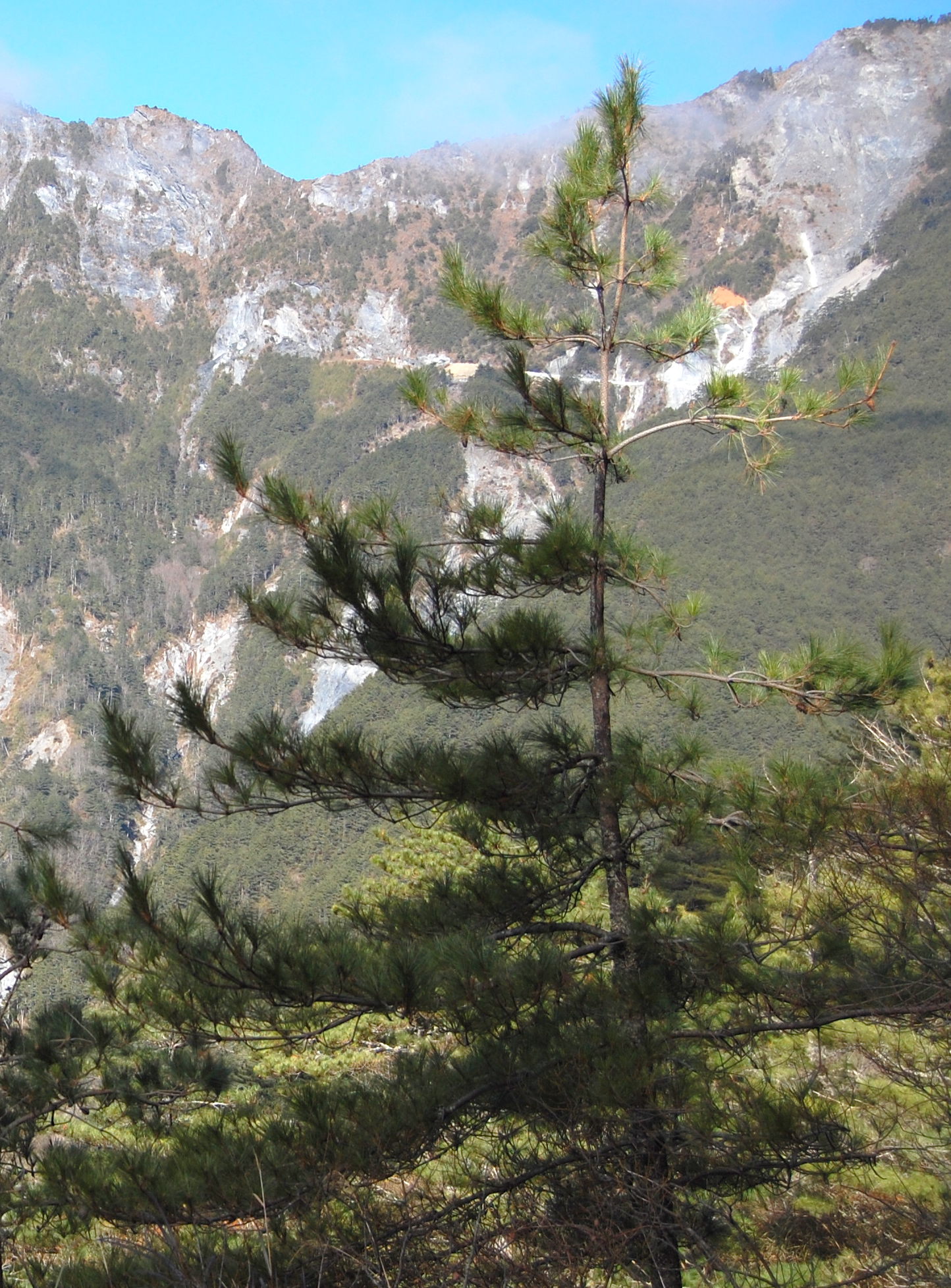
Pinus taiwanensis

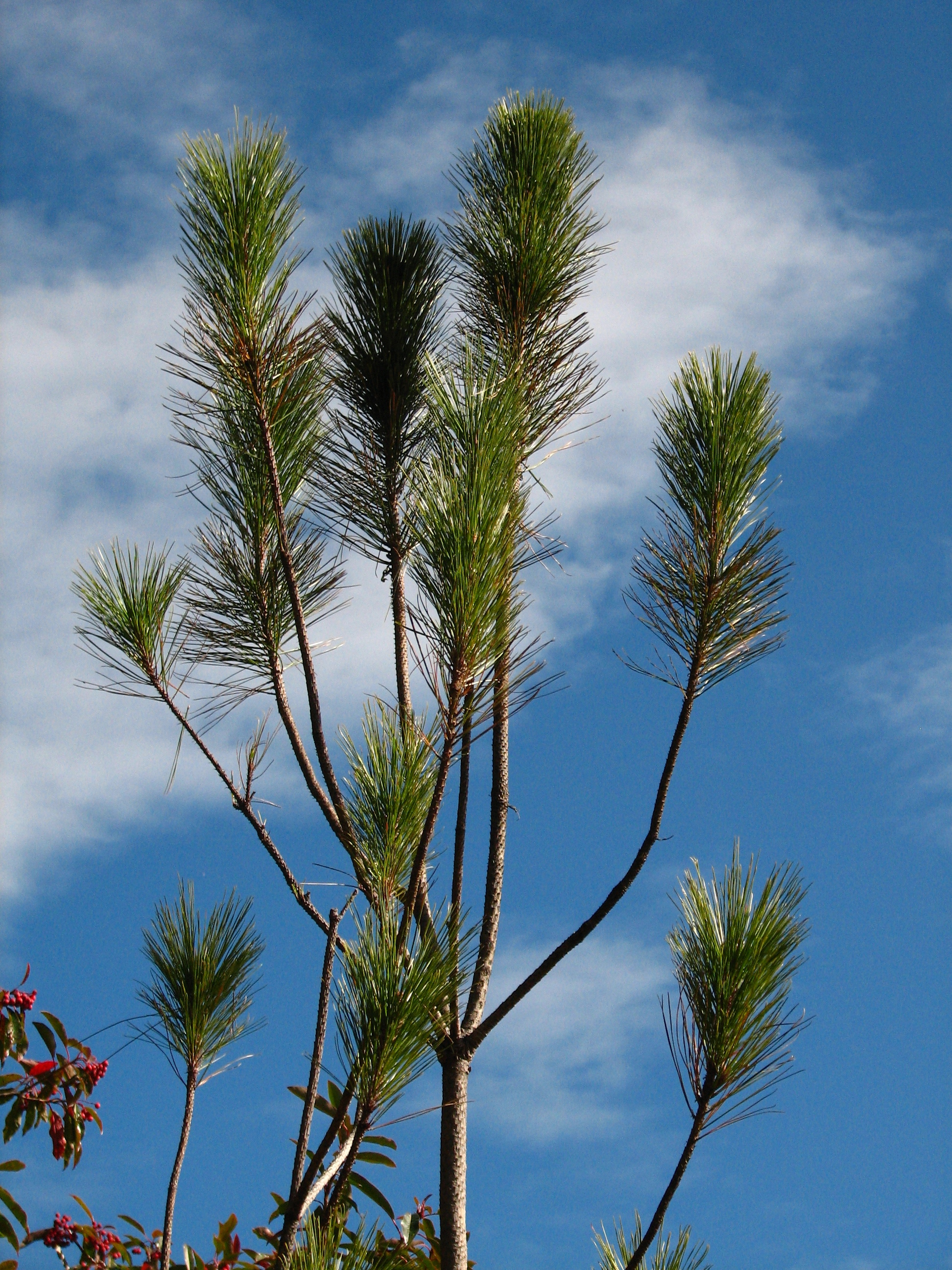
Ветви и иглы

Pinus taiwanensis — вечнозелёное дерево высотой до 45 иногда 50 метров с прямым или извилистым стволом и диаметром ствола до 120 сантиметров. Кора ствола от серо-коричневой до тёмно-серой, грубая и чешуйчатая, распадается на крупные пластины. Крона широкояйцевидная, позднее зонтиковидная. Ветви первого порядка длинные и стоят горизонтально, но со временем укорачиваются, так что остаются только пни. Ветви высшего порядка являются восходящими и плотно упакованными. Игольчатые веточки голые, более или менее гладкие, светло-коричневые.
Зимние почки красновато-коричневые, яйцевидно-конические, длиной 10-15 миллиметров, шириной 5-7 миллиметров, слегка смолистые. Чешуйки бутона вдавленные, оранжевые, ржаво-коричневые, окаймленные белым или полностью белые. Хвоинки растут попарно в постоянном тонком базальном хвостовом влагалище длиной 10-15 миллиметров. Хвоинки прямые или слегка изогнутые, иногда всего 5, в основном от 10 до 20 и редко до 22 сантиметров длиной и от 0,7 до 1 миллиметра толщиной, с полукруглым поперечным сечением, тонкие, гибкие, слегка скрученные с мелкопильчатыми краями и заострённым концом. На одну иглу образуется от двух до семи-восьми центральных, реже расположенных близко к поверхности, смоляных каналов. На всех сторонах игл имеются мелкие стоматы.
Пыльцевые шишки растут спирально, располагаясь группами. Они короткие цилиндрические, длиной от 1,5 до 2 сантиметров, диаметром от 3 до 4 миллиметров, первоначально жёлтые, а затем желтовато-коричневые. Семенные шишки растут поодиночке или иногда парами на коротких ножках и остаются на дереве в течение нескольких лет. От светло-коричневых до шоколадно-коричневых, блестящие, более или менее асимметричные, иногда всего 3, в основном от 4 до 9 и редко до 10 сантиметров в длину, узкояйцевидные в закрытом состоянии и от 2,5 до 5 сантиметров в диаметре в открытом. Семенные чешуи тускло-коричневые, тонкие деревянистые, жёсткие, удлиненные, прямые, около 2 см длиной и 1,3 см шириной в середине конуса. Апофиза блестящая коричневая, плоская или слегка приподнятая, с ромбической или округлой окружностью, слегка морщинистая и поперечно килеватая. Умбо широко эллипсоидный, плоский, вооруженный или невооруженный небольшим хромым корешком. Семена эллипсоидно-яйцевидные, 5-6 мм длиной, 2,6-3,4 мм шириной, без крыльев, слегка сплюснутые. Семенная крылатка длиной 15-20 миллиметров, шириной 5-6 миллиметров и постоянное. Опыление происходит в апреле и мае, семена созревают на второй год в октябре.

## Распространение и среда обитания
Естественный ареал Pinus taiwanensis — Тайвань. Вид растёт в горах или вдоль гористого побережья. Во внутренних районах он встречается на высоте от 800 до 3000 метров, в исключительных случаях также до 3400 метров, где он остается малочисленным. Вдоль прибрежных склонов он растет на высоте до 600 метров. Из-за больших перепадов высот в ареале произрастает в нескольких климатических зонах от тёплой умеренной до субальпийской. Ареал классифицируется как 8-я зона зимостойкости со среднегодовыми минимальными температурами от −12,1 до −6,7 °C (10-20 °F). На низких и средних высотах он ограничен открытыми участками, хребтами, открытыми ветру, и песчаными, кислыми и бедными питательными веществами почвами. Он часто растет вместе с представителями различных видов из родов Кастанопсис (Castanopsis) и дуба (Quercus).
В Красной книге МСОП вид числится как не находящийся под угрозой исчезновения. Однако отмечается, что переоценка ещё не завершена.

## Систематика и история исследований
Впервые вид был научно описан Хаята Бундзо в 1911 году. Видовой эпитет taiwanensis относится к естественному ареалу вида на Тайване.
Pinus taiwanensis — тайваньский представитель группы из трёх близкородственных и очень похожих видов, к которым причисляют Pinus luchuensis в Японии и Pinus hwangshanensis в континентальном Китае. Эти виды либо часто напрямую относят к Pinus luchuensis, либо считают разновидностями или подвидами. Pinus luchuensis отличается от Pinus taiwanensis более длинными иглами, меньшим количеством смоляных каналов (два-три вместо четырех-семи), более короткими шишками и более тонкой корой. Иногда к этой группе относят и Pinus densiflora. Pinus brevispica Hayata является ещё одним синонимом вида наряду с Pinus luchuensis var. taiwanensis и Pinus luchuensis subsp. taiwanensis (Hayata) D.Z.Li.
Различают две разновидности:
- Pinus taiwanensis var. taiwanensis с хвоей от 10 до 15, редко до 17 сантиметров длиной и от 3 до 6 и иногда до 8 сантиметров длиной семенных шишек.
- Pinus taiwanensis var. fragilissima (Businsky) Farjon с хвоей редко от 12, в основном от 16 до 20 и редко до 22 см длиной и иногда от 5, в основном от 6 до 9 и иногда до 10 см длиной семенных шишек и часто несколько более тонких семенных чешуек. Область распространения сорта — уезд Тайдун и горы Куаньшань[1]. Впервые таксон был описан в качестве самостоятельного вида Pinus fragilissima (базионим) Романом Бусинским в 2003 году, Алйос Фарйон отнёс таксон как сорт к виду Pinus taiwanensis. Он ссылается лишь на незначительные различия в длине хвои и семенных шишек и наличие переходных форм, что не оправдывает видового статуса. Кроме того, толщина семенной чешуи не является чётко выраженным отличительным признаком[1].

В книге «Флора Китая» другая разновидность, Pinus taiwanensis var. damingshanensis W.C.Cheng & L.K.Fu, выделена как отдельный вид. Область его распространения находится в китайских провинциях Гуанси и Гуйчжоу и характеризуется наличием смоляных каналов, лежащих в центре и близко к поверхности. Однако эта характеристика обычно считается ненадежным отличительным признаком. В основном все представители континентального Китая рассматриваются как отдельный вид Pinus hwangshanensis W.Y.Hsia, который отличается от Pinus taiwanensis более короткими ножнами хвои (0,5-1 см вместо 1-1,4 см), более плотно расположенными зубцами зубчатой хвои (обычно 43-57 зубцов на сантиметр вместо 26-35 в центре хвои), красновато-коричневыми, а не желтовато-коричневыми семенными шишками и вдавленным умбо с постоянным шипом.

## Значение и применение
Древесина имеет хорошее качество и достаточную прочность для использования в качестве конструкционной древесины, например, для зданий и деревянных мостов, в качестве железнодорожных шпал или шахтных марок. Его также используют для изготовления заборов и ворот, упаковки, панелей, для производства мебели, фанеры, ДВП и целлюлозы.